# António Carrapatoso
António Rui de Lacerda Carrapatoso GOIH (Lisboa, 15 de Março de 1957) é um gestor de empresas português.

## Biografia
Filho de Fernando Guerra Carrapatoso e Maria Cristina de Lacerda e irmão de Ana Maria de Lacerda Carrapatoso e de Maria Fernanda de Lacerda Carrapatoso. É casado com Maria de Fátima Fonseca de Medeiros Ferreira. O casal tem três filhos.
Licenciou-se em Administração e Gestão de Empresas na Faculdade de Ciências Económicas e Empresariais da Universidade Católica Portuguesa, e completou um programa de MBA, realizado pela Universidade Nova de Lisboa e pela Wharton School, EUA. 
A carreira de Antonio Carrapatoso como administrador de empresas iniciou-se numa empresa publica, a Quimigal, sucessora do braco quimico do Grupo CUF, apos a sua nacionalizacao em 1975. Ai foi responsavel pela reprivatizacao de algumas das empresas integradas na Divisão de Óleos e Sabões da Quimigal a favor da Colgate-Palmolive Portuguesa (Sonadel, Uniclar e Unisol). Presidiu ao Conselho de Administração da Colgate Palmolive Portuguesa. A seguir tambem passou pelo Grupo Espírito Santo como administrador do Banco Essi (1991-1995) e foi gestor da Esfi (1991-1995).
Em 1990 surgiria como coordeador da elaboração da candidatura da Telecel (que, adquirida pelo grupo alemao Vodafone, transformou-se em Vodafone Portugal em 2000) à segunda licença de telecomunicações móveis (GSM) em Portugal. Em 1991 a Telecel saiu vencedora, entre oito concorrentes.
Na Telecel/ Vodafone Portugal exerceria o cargo de presidente do Conselho de Administração da Vodafone em Portugal, tendo sido igualmente administrador da Europolitan, da Vodacom e da Vodafone AirTouch. Terminou em finais de 2014 as suas funcoes na Vodafone Portugal, encerrando uma ligacao de quase 25 anos com a empresa de telecomunicacoes.
De resto, tambem presidiu à Apritel — Associação dos Operadores Privados de Telecomunicações (1995-2001) e foi membro da Comissão Instaladora do Compromisso Portugal (2003-2005).
Integrou o Conselho Editorial do Diário Económico (1995-2000). 
A 5 de janeiro de 2006, foi agraciado com o grau de Grande-Oficial da Ordem do Infante D. Henrique.